# 桜井慎一
桜井 慎一（さくらい しんいち、1968年1月20日 - ）は放送作家。妻は女優の三浦理恵子。
國學院大學法学部卒。大学在学中にラジオ番組の構成作家として活動を開始し、ニッポン放送の『電気グルーヴのビリビリいこうぜ』等を担当。以後、テレビ番組の構成にも携わるようになる。
後述のように、日本テレビのトークを主体としたバラエティ番組を多数担当している。またくりぃむしちゅーやマツコ・デラックスがメインを務める番組も手がけている。
『宝島』（宝島社）や『asayan』（ぶんか社）等の雑誌への連載記事も書いていた。

## 主な担当番組

### レギュラー番組
日本テレビ
- しゃべくり007
- 1億人の大質問!?笑ってコラえて!
- 世界の果てまでイッテQ!
- 月曜から夜ふかし
- ぐるぐるナインティナイン
- 千鳥かまいたちアワー
- おしゃれクリップ
- キントレ
- 上田と女が吠える夜
- with MUSIC
- 嗚呼!!みんなの動物園

TBSテレビ
- サンデージャポン
- 週刊さんまとマツコ
- マツコの知らない世界
- 有吉ジャポン
- 櫻井・有吉 THE夜会
- それSnow Manにやらせて下さい

フジテレビ
- 今夜はナゾトレ

### スペシャル番組
日本テレビ
- 24時間テレビ 「愛は地球を救う」
- うわっ!ダマされた大賞
- 1周回って知らない話
- THE MUSIC DAY
- 女芸人No.1決定戦 THE W

フジテレビ
- FNSの日
- 上田晋也の芸人トーク検定

## 過去の担当番組
日本テレビ
- ウラ日テレ
- アイドルの穴〜日テレジェニックを探せ!〜
- ウタワラ
- オジサンズ11
- 摩訶!ジョーシキの穴
- くりぃむしちゅーのたりらリでイキます!!
- くりぃむしちゅーのたりらリラ～ン
- Gの嵐!
- 嵐にしやがれ
- ジェネジャン
- ジャパン☆ウォーカー
- 絶対に訴えてやるぞ!!芸能人VS弁護士軍団・大爆笑!法律バトル
- 鶴の間
- 謎を解け!まさかのミステリー
- 不幸の法則
- プリティガレッジ
- YOUたち!
- 有名人が通うマチャミ食堂
- 嵐の宿題くん
- シアワセ結婚相談所
- カートゥンKAT-TUN
- SUPER SURPRISE
- 太田光の私が総理大臣になったら…秘書田中。
- ギブアップ嬢
- アイドルちん
- 池上彰くんに教えたいニュース
- キャラオケ18番
- 愛され女と独身有田〜運命を変える婚活TV〜
- さんま&SMAP!美女と野獣のクリスマススペシャル
- 大人気店でドッキリ!ありえない商品 売れる!?売れない!?
- FBI超能力捜査官
- 関ジャニ特命捜査班7係
- チカラウタ
- 新・日本男児と中居
- 有吉反省会
- 千鳥VSかまいたち
- 人生が変わる1分間の深イイ話
- 今夜くらべてみました
- 出川哲朗のアイ・アム・スタディー
- 世界一受けたい授業
- 午前0時の森
- 1億3000万人のSHOWチャンネル
- 行列のできる相談所
- 上田若林の撮れ高

TBSテレビ
- 明石家さんちゃんねる
- クイズ!日本語王
- ズバリ言うわよ!
- ひみつの嵐ちゃん!
- ぶっちゃけ!99
- KAT-TUNの世界一ダメな夜!
- ウンナン極限ネタバトル! ザ・イロモネア 笑わせたら100万円
- 大久保じゃあナイト
- ご対面バラエティー 7時にあいましょう
- 上田晋也のニッポンの過去問
- オー!!マイ神様!!
- 友だち+プラス
- 有田哲平の夢なら醒めないで
- 中居大悟に言いたい人々

フジテレビ
- オリキュン
- ジャンプ!○○中
- ワンナイR&R
- 世界ゴリッパですね!!
- 全国一斉!日本人テスト
- 空飛ぶグータン～自分探しバラエティ～
- 森田一義アワー 笑っていいとも!
- 人気者から学べ そこホメ!?

テレビ東京
- GO!GO!アッキーナ
- ペット大集合!ポチたま

MBSテレビ（TBSテレビ系）
- チュー'sDAYコミックス 侍チュート!
- THE!おいしい番組

関西テレビ（フジテレビ系）
- グータンヌーボ
- グータンヌーボ2

テレビ岩手（日本テレビ系）
- フライデーナイトはお願い!モーニング

ニッポン放送
- 電気グルーヴのビリビリいこうぜ
- 松村邦洋のラジオブロンクス
- 浅草キッドの奇跡を呼ぶラジオ

など。

## その他
映画
- 明日やること ゴミ出し 愛想笑い 恋愛。（脚本）